# Ken Thorne

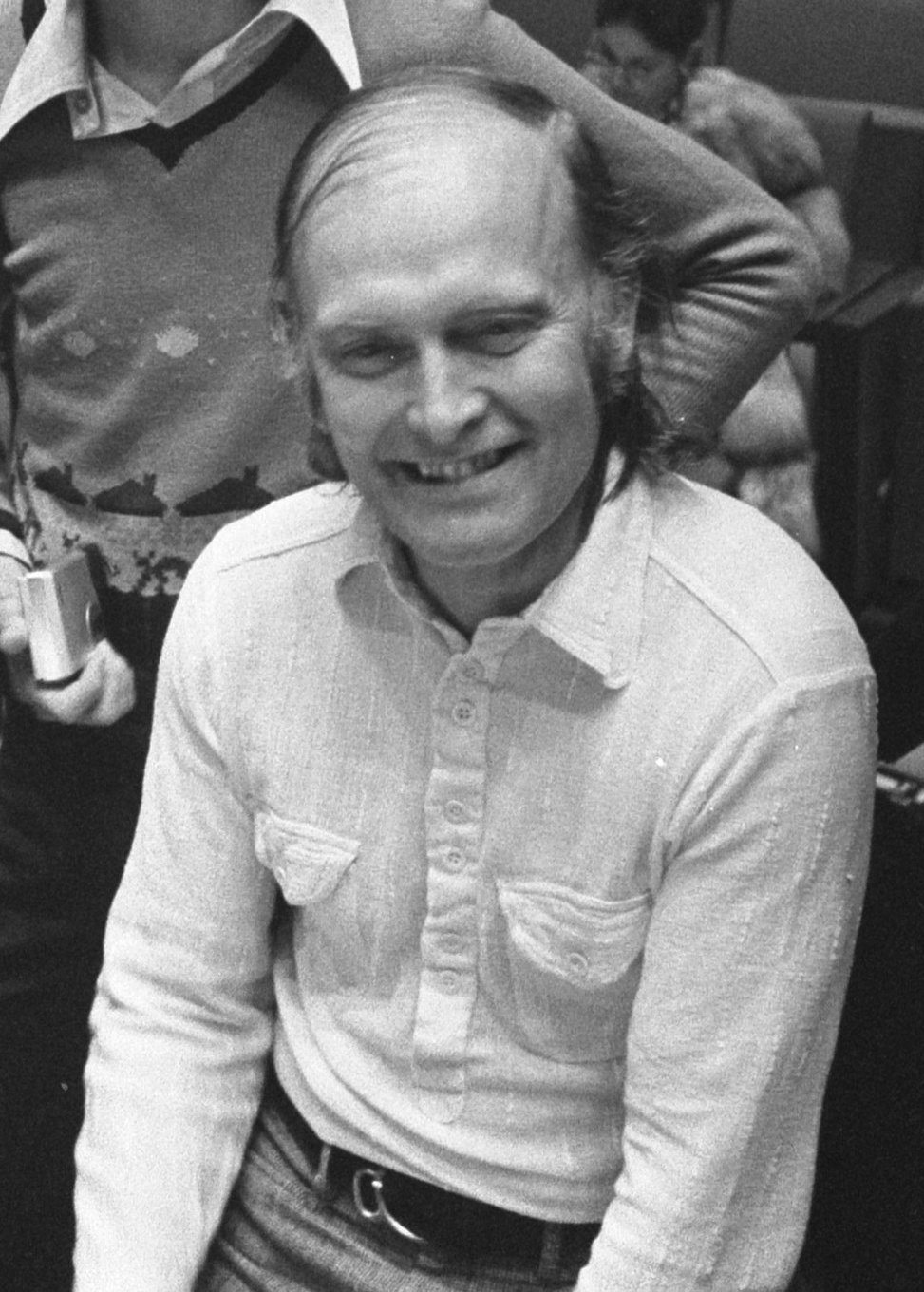
Ken Thorne (1974)

Kenneth Thorne, auch Ken Thorn (* 26. Januar 1924 in East Dereham, Norfolk, England; † 9. Juli 2014 in Kalifornien) war ein britischer Komponist für Filmmusik.

## Leben
Ken Thorne, geboren 1924 in East Dereham in der englischen Grafschaft Norfolk, begann mit fünf Jahren Klavier zu spielen. Er komponierte seit Beginn der 1960er Jahre zahlreiche Filmmusiken für erfolgreiche Kinofilme. Seit den 1980er Jahren war er vornehmlich in der Fernsehbranche aktiv.
Seine bekanntesten Filmarbeiten entstanden in Zusammenarbeit mit dem Regisseur Richard Lester. Dazu zählen die filmmusikalische Leitung in dem Beatles-Film Hi-Hi-Hilfe! (1965), im Folgejahr die mit einem Oscar prämierte Filmmusik zu dem Filmmusical Toll trieben es die alten Römer (1966) sowie die Filmmusik zu dem grotesken Antikriegsfilm Wie ich den Krieg gewann (1967), in dem John Lennon eine Hauptrolle spielte. Für den einzigen Kinofilm der Monkees, Head, komponierte er ein mit dem Titel Strings betiteltes klassisches Geigenstück. Weitere bekannte Filmarbeiten waren 18 Stunden bis zur Ewigkeit (1974) sowie das filmmusikalische Arrangement zu Superman II – Allein gegen alle und Superman III – Der stählerne Blitz (1981 bzw. 1983). Bekannte Fernseharbeiten waren unter anderem Diana – Ihre wahre Geschichte (1993) und Liz – Die Elizabeth Taylor Story (1995). Im Jahr 1999 komponierte er die Musik für die Bibelverfilmung Maria – Die heilige Mutter Gottes.
Thorne, der auch unter den Namen Kenneth Thorne oder Ken Thorn in Filmlisten geführt wird, war seit 1973 mit Linda Hayes verheiratet und Vater von drei Kindern.

## Filmografie (Auswahl)
- 1965: Hi-Hi-Hilfe! (Help!)
- 1966: Toll trieben es die alten Römer (A Funny Thing Happened on the Way to the Forum)
- 1967: Wie ich den Krieg gewann (How I Won the War)
- 1968: Inspektor Clouseau (Inspector Clouseau)
- 1969: A Talent for Loving
- 1969: Dave – Zuhaus in allen Betten (Sinful Davey)
- 1969: Magic Christian (The Magic Christian)
- 1971–72: Die 2 (The Persuaders) (Fernsehserie)
- 1974: 18 Stunden bis zur Ewigkeit (Juggernaut)
- 1975: Royal Flash
- 1978: Power Play
- 1978: Amok-Jagd (Wolf Lake)
- 1979: Im Banne des Kalifen (Arabian Adventure)
- 1980: Superman II – Allein gegen alle (Superman II)
- 1983: Superman III – Der stählerne Blitz (Superman III)
- 1984: Lassiter
- 1984: Der Liquidator (The Evil That Men Do)
- 1993: Wildes Land (Return to Lonesome Dove)
- 1996: Escape Clause – Tödliche Rache (Escape Clause)
- 1999: Maria – Die heilige Mutter Gottes (Mary, Mother of Jesus)